# Espelhos planos

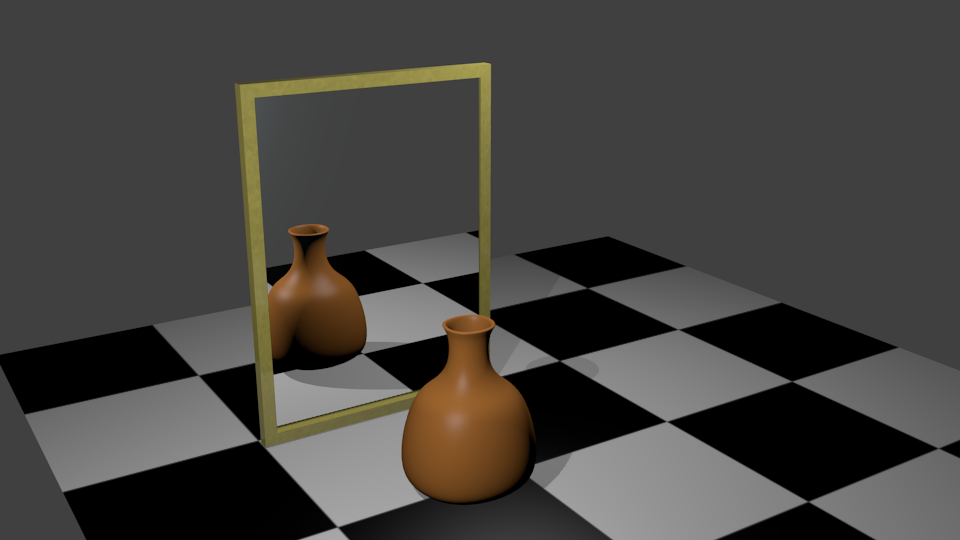
Imagem Espelho

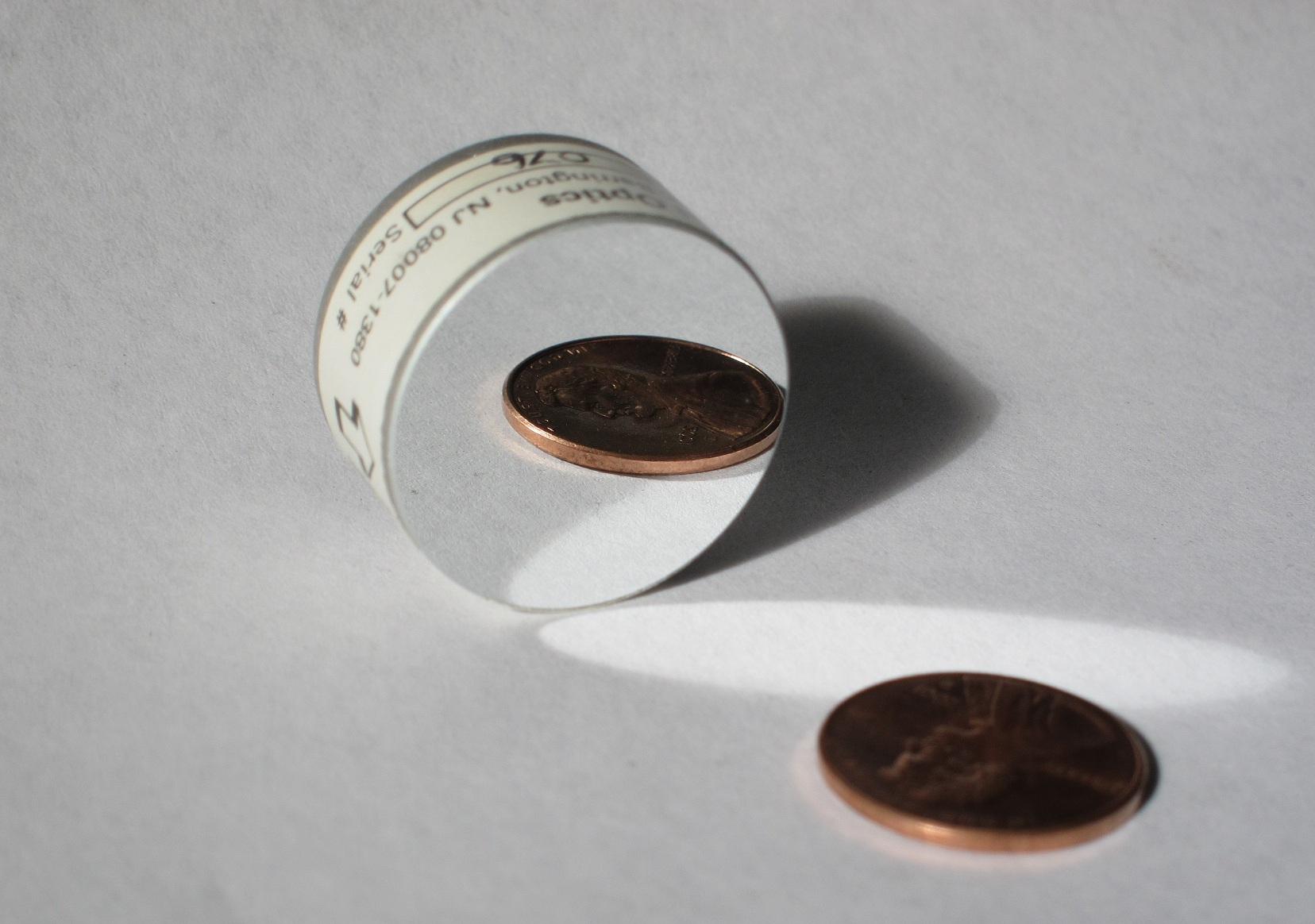

Espelhos planos são sistemas ópticos de espelhos constituídos por superfícies planas e polidas, capazes de refletir regularmente a luz, como acontece com a superfície do mercúrio em equilíbrio numa cuba, a superfície de um lago, o vidro de uma janela; não, contudo, em uma colher,  já que o lado onde o alimento é depositado funciona como um espelho côncavo e o lado oposto como espelho convexo. Para que a superfície considerada seja um bom espelho é ainda necessário que a variação do poder refletor com o ângulo de incidência seja a menor possível. Por esta razão os espelhos devem ser superfícies metálicas.
Nos espelhos comuns, o vidro é usado como uma proteção transparente para que a camada metálica não sofra ação do ar e da umidade, impedindo ainda, a remoção por agentes mecânicos. Uma camada de verniz superposta à camada metálica completa a proteção.

## Imagem

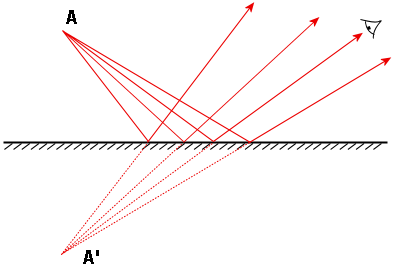
Para um observador visualizar a imagem, ele precisa receber raios luminosos provenientes do objeto

Um espelho plano forma, de um objeto real, uma imagem virtual, direita, do mesmo tamanho e simétrica. A distância do objeto ao espelho (p) é igual, em módulo, a distância da imagem ao espelho(i). Se o objeto for virtual, a imagem será real. Um exemplo de imagem real produzida por um espelho plano é a imagem projetada por um retroprojetor.
Não podemos confundir, a nossa imagem produzida pelo espelho plano com a maneira que nos vemos nesse espelho. Quando nos vemos num espelho plano, estamos vendo a imagem real projetada em nossa retina pelo sistema de lentes do olho e o tamanho da imagem varia com a distância ao espelho plano. Quando nos afastamos do espelho plano vemos nossa imagem menor.
Os raios que partem de um objeto, diante de um espelho plano, refletem-se no espelho e atingem nossos olhos. Assim, recebemos raios luminosos que descreveram uma trajetória angular e temos a impressão de que são provenientes de um objeto atrás do espelho, em linha reta. 

## Associação de Espelhos

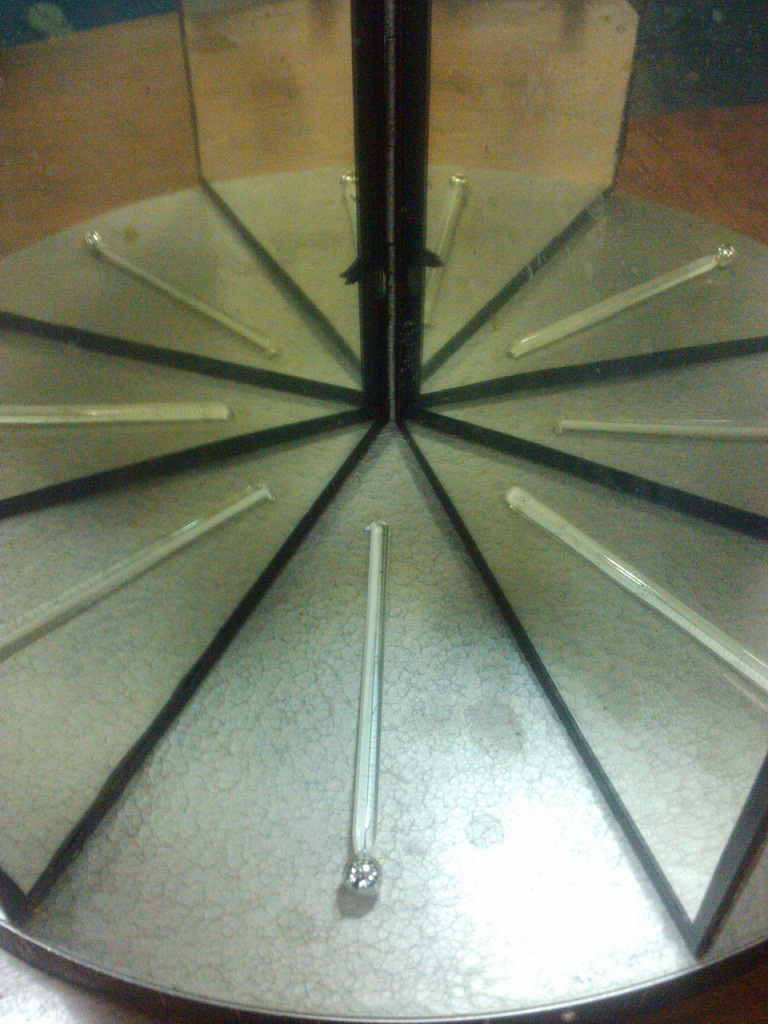
Associação de Espelhos Planos

Os espelhos planos podem ser associados, ou seja, colocados lado a lado em ângulo ou dispostos paralelamente entre si. Essas associações podem deslocar ou multiplicar o número de imagens de um objeto.
A multiplicação das imagens ocorre porque a imagem de um espelho é objeto para o outro espelho. Pode-se mostrar que o número de imagens (n) fornecidas por dois espelhos que formam um ângulo (α) é dado pela expressão: 
{\displaystyle n={\frac {360}{\alpha }}-1}
Entretanto essa fórmula só é válida se o quociente 360º/α for par; caso o resultado seja ímpar a fórmula só será válida caso o objeto esteja colocado no plano bissetor definido pelos espelhos.

## Exemplos de Utilização

### Caleidoscópio

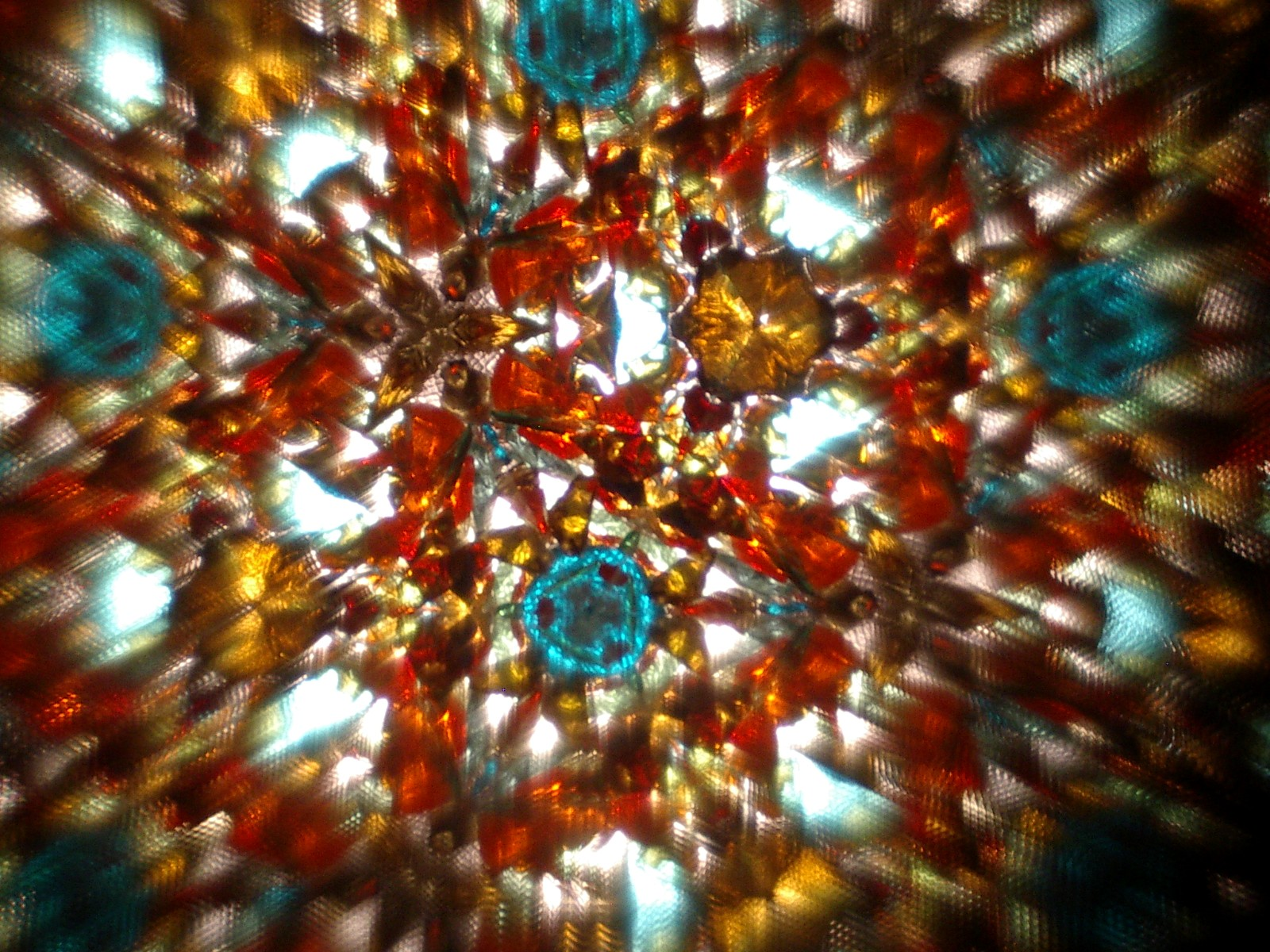
Imagem formada pelo Caleidoscópio

Um caleidoscópio funciona segundo o princípio de reflexão múltipla, em que vários espelhos estão juntos. Normalmente há três espelhos longitudinalmente retangulares. Configurando os espelhos com diferença angular de 60 graus entre eles, de modo que forme um triângulo. À medida que o tubo é rodado, a queda dos objetos coloridos apresentam cores diferentes e padrões. Esses padrões arbitrários mostram-se como um belo desenho simétrico criado pelos anti reflexos. Um caleidoscópio de dois espelho produz um padrão isolado contra um fundo preto sólido, enquanto o de três espelho (triângulo fechado) produz um padrão que preenche o campo inteiro.
Os caleidoscópios modernos são feitos de tubos de bronze, vitrais, madeira, aço etc. A parte contendo objetos a serem vistos é chamado de "câmara de objeto" ou de "célula objeto '. Células objeto pode conter quase todo o material. Por vezes, a célula objeto é preenchido com um líquido de modo que os itens de flutuar e mover-se através da célula objeto em resposta a um ligeiro movimento do observador.

### Espelho Retrovisor

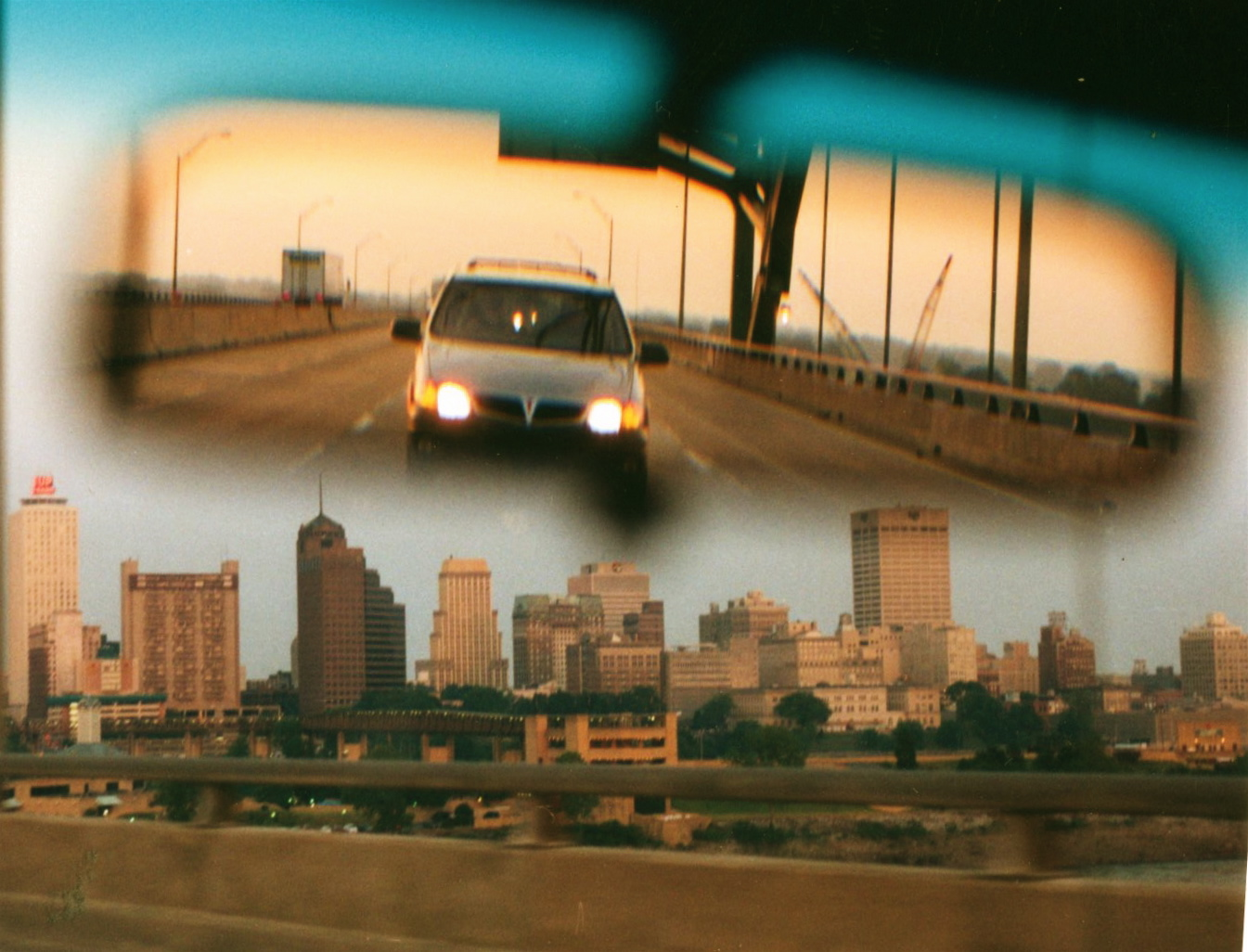
Imagem formada por espelho retrovisor comum.

Os espelhos retrovisores são amplamente utilizados nos e sobre os veículos (como automóveis, motocicletas e bicicletas), para que os condutores possam ver outros veículos que vêm atrás deles.
Entretanto, há que se observar que muitos espelhos retrovisores atualmente são ligeiramente convexos. Isso permite que seja mantido o tamanho do retrovisor, ao mesmo tempo que amplia o campo de visão do motorista, visto que a imagem formada é reduzida em relação ao espelho plano.
Recentemente, câmeras de vídeo retrovisoras foram construídas em muitos modelos de carros novos, como o Conceito Hakaze Mazda. Isto devido ao desenvolvimento das tecnologias e a aplicabilidade em diversos setores como o automobilístico, gerando avanços simples como  a câmera traseira e complexos. Dando maior segurança e conforto. 

### Periscópio

Funcionamento de um periscópio simples: Em (a) e (b) se localizam os espelhos e em (c) o observador

Um periscópio é um instrumento para a observação de uma posição escondida. Na sua forma mais simples, consiste de um invólucro exterior de espelhos em cada extremidade com um ângulo de 45 graus com a horizontal, veja na imagem ao lado.
Esta forma de periscópio, com a adição de duas lentes simples, serviram para fins de observação nas trincheiras durante a Primeira Guerra Mundial, o exército também usavam periscópios em algumas torres de arma e em veículos blindados. Periscópios mais complexos, usando prismas em vez de espelhos, e proporcionando a ampliação, são usados para operações em submarinos.
Este instrumento também tem a vantagem de fornecer a imagem não invertida ao observador, isto é, objeto e imagem homomórficos. Os lados esquerdo e direito (eixo horizontal) são trocados no primeiro espelho/prisma, tal como a estampa de uma camisa vista no espelho do banheiro, mas são revertidos ao original no segundo elemento óptico.

### Sinalização

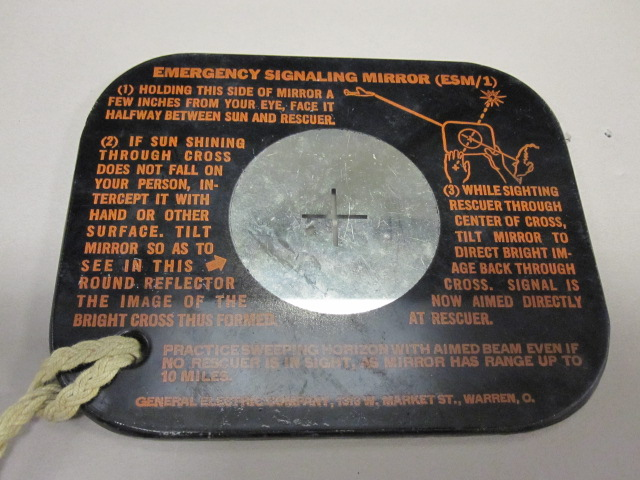
Espelho de kit de sobrevivência

A heliógrafo é uma rede de comunicação solar onde os sinais são emitidos por flashes de luz solar (geralmente usando o código Morse) refletidos por um espelho. Os flashes são produzidos pela rotação do espelho, ou interrompendo o feixe do obturador.
O sinal pode ser usado em longas distâncias, possivelmente até 60 quilômetros em um dia claro. Atualmente, um espelho é usado nos kits de sobrevivência do exército para localização no intuito de atrair a atenção dos helicópteros de resgate. O heliógrafo era um instrumento simples, mas eficaz para a comunicação óptica instantânea a longas distâncias durante o século XIX e início do século XX.